# Ptilophora fulva
Ptilophora fulva är en fjärilsart som beskrevs av Lenz. 1925. Ptilophora fulva ingår i släktet Ptilophora och familjen tandspinnare. Inga underarter finns listade.